# Jorne
Jorne is een mannelijke voornaam.

## Betekenis
Afgeleid van Jorn, wat Fries is en betekent koning der everzwijnen.

## Bekendheid
Van de 5.042.288 mannen in België zijn er 321 die Jorne heten.
De naam kende zijn hoogtepunt in 1997 met 33 geboortes of 10% van het totale aantal.
90% van de personen in België met de voornaam Jorne zijn geboren voor 2001.
- Jorn
- Jorn Berkhout
- Jorn Brondeel
- Jorn De Boeck
- Jorn Dohrmann
- Jorn Hekkert
- Jorn Kohler
- Jorn Lier Horst
- Jorn Schlonvoigt
- Jorn Sloth
- Jorn Smits
- Jorn Steinbach
- Jorn Utzon
- Jorn Vancamp
- Jorn Vermeulen
- Jorn lier horst
- Jorn van Hedel
- Jorn van Hoorn
- Jornada
- Jornal Va Kio
- Jornandes
- Jornandinus
- Jorne
- Jorne Carolus
- Jorne Spileers
- Jorne Vrolijk